# Jean-Paul Iommi-Amunategui
Pour les articles homonymes, voir Iommi et Amunategui.
Jean-Paul Iommi-Amunatégui est éditeur, journaliste et écrivain français, né au Chili en septembre 1947. 

## Biographie
Après avoir dirigé le supplément littéraire du Matin de Paris (1983-1987), il prend la tête des éditions Quai Voltaire jusqu'en 1995. Il deviendra par la suite directeur de la rédaction d’un magazine sur la logistique industrielle ,.
Des années durant il fut membre du comité de rédaction de la revue Po&sie.

## Œuvres

### Livres
- Le Livre des dates (avec Serge Bramly), Paris, Ramsay, 1981.
- L’Attachement, Paris, Denoël, 2007[5].
- La Nuit dans un grand restaurant, Paris, Belin, 2015[6], prix Roger-Caillois 2015.
- Les Longs Oublis, Paris, Éditions Les Malassis / des Equateurs, 2016 [7].
- Autoportrait en nature morte, Paris, éditions Des Equateurs, 2020 [8].
- La Tradition des larmes (suivi de "Notes pour une introduction"), Paris, éditions L'extrême contemporain, 2022.

### Articles choisis
- Souvenirs sur le Catalogue des Vaisseaux (Iliade, chant II, vers 494-760). NRF n° 628, Paris 2018.
- Cumes, visite au chant VI de l’Enéide (vers 264-284). Po&sie n° 151, Paris 2015.
- Proust, les fleurs et les noms. Revue La Pionnière n° 6, Paris 2014.
- Comment je n’ai pas traduit Properce (livre IV, élégie XI). Po&sie n° 144, Paris 2013.
- Aristote dans la poussière. L’Impossible n°1, Paris 2012[9]
- La Tradition des Larmes. Po&sie n° 11, Paris 1979
- Les Psaumes de Jean-Antoine de Baïf, établissement du texte, présentation et notes (avec Raymond-Josué Seckel). Po&sie n° 5 et 8, Paris, 1978 et 1979.

### En collaboration
- Nous nous faisons à tous un défaut si cruel. Po&sie n° 181-182, Paris 2022
- Notes pour Josué, in Le bibliothécaire des deux rives. Éditions des Cendres-BNF, Paris 2021[10]
- Notes pour Geneviève. Po&sie n° 172-173, Paris 2020
- Les Chagrins, in Michel Deguy, l’allégresse pensive (Actes du colloque de Cerisy-La Salle). Éditions Belin, Paris 2007[11]